# WKBL 챔피언 결정전 MVP
한국여자프로농구 챔피언 결정전 최우수 선수상(MVP)은 매년 한국여자프로농구 챔피언 결정전에서 가장 뛰어난 활약을 보인 선수에게 주어지는 상이다. 2002년 여름리그부터 시상되었다.

## 수상자
| 연도      | 선수              | 포지션        | 국적          | 팀                     |
| --------- | ----------------- | ------------- | ------------- | ---------------------- |
| 2002 여름 | 김영옥            | 가드          | 대한민국      | 청주 현대 하이페리온   |
| 2003 겨울 | 타미카 캐칭스     | 센터          | 미국          | 춘천 우리은행 한새     |
| 2003 여름 | 타미카 캐칭스 (2) | 센터          | 미국          | 춘천 우리은행 한새     |
| 2004 겨울 | 김지윤            | 가드          | 대한민국      | 인천 금호생명 팰컨스   |
| 2005 겨울 | 김영옥 (2)        | 가드          | 대한민국      | 춘천 우리은행 한새     |
| 2005 여름 | 전주원            | 가드          | 대한민국      | 안산 신한은행 에스버드 |
| 2006 겨울 | 타미카 캐칭스 (3) | 센터          | 미국          | 춘천 우리은행 한새     |
| 2006 여름 | 변연하            | 포워드        | 대한민국      | 용인 삼성생명 비추미   |
| 2007 겨울 | 태즈 맥윌리엄스   | 센터          | 미국          | 안산 신한은행 에스버드 |
| 2007-2008 | 정선민            | 센터          | 대한민국      | 안산 신한은행 에스버드 |
| 2008-2009 | 하은주            | 센터          | 대한민국      | 안산 신한은행 에스버드 |
| 2009-2010 | 전주원 (2)        | 가드          | 대한민국      | 안산 신한은행 에스버드 |
| 2010-2011 | 하은주 (2)        | 센터          | 대한민국      | 안산 신한은행 에스버드 |
| 2011-2012 | 하은주 (3)        | 센터          | 대한민국      | 안산 신한은행 에스버드 |
| 2012-2013 | 임영희^           | 포워드        | 대한민국      | 춘천 우리은행 한새     |
| 2013-2014 | 임영희^ (2)       | 포워드        | 대한민국      | 춘천 우리은행 한새     |
| 2014-2015 | 박혜진^           | 가드          | 대한민국      | 춘천 우리은행 한새     |
| 2015-2016 | 박혜진^ (2)       | 가드          | 대한민국      | 춘천 우리은행 한새     |
| 2016-2017 | 박혜진^ (3)       | 가드          | 대한민국      | 아산 우리은행 위비     |
| 2017-2018 | 김정은^           | 포워드        | 대한민국      | 아산 우리은행 위비     |
| 2018-2019 | 박지수^           | 센터          | 대한민국      | 청주 KB 스타즈         |
| 2019-2020 | 개최되지 않음     | 개최되지 않음 | 개최되지 않음 | 개최되지 않음          |
| 2020-2021 | 김한별^           | 포워드        | 대한민국      | 용인 삼성생명 블루밍스 |
| 2021-2022 | 박지수^ (2)       | 센터          | 대한민국      | 청주 KB 스타즈         |
| 2022-2023 | 박지수^ (3)       | 센터          | 대한민국      | 청주 KB 스타즈         |
| 2023-2024 | 김단비^           | 포워드        | 대한민국      | 아산 우리은행 우리WON  |